# Maciej (benedyktyn)
Maciej (zm. ok. 1271) – zakonnik, benedyktyn, notariusz Bolesława Pobożnego.

## Życiorys
Lata młodości i pochodzenie Macieja nie są znane, był mnichem z klasztoru benedyktynów w Lubiniu. Pracował jako notariusz w kancelarii księcia wielkopolskiego Bolesława Pobożnego. 
Znane jest ponad dwadzieścia dokumentów, które powstały pod jego redakcją i spisanych w części, własnoręcznie przez Macieja. W pismach tych po raz pierwszy pojawia się nazwa Wielkopolska – Polonia Maior. Określenia tego używał w tytulaturze dla ziem wokół Poznania, Gniezna i Kalisza, w miejsce dawnej nazwy Polonia – kraj Polan. Zapis Polonia Maior zniknął z dokumentów kancelarii książęcej około 1271, roku w którym prawdopodobnie zmarł Maciej. Nazwa Polonia Maior pojawiała się czasem w latach 1282–1295 w tytulaturze Przemysła II a upowszechniła się pod koniec XIV wieku.
W latach 1265–1271 Maciej był prepozytem, prawdopodobnie kolegiaty św. Pawła w Kaliszu.